# Pesalakan (Kutowinangun)
Pesalakan is een bestuurslaag in het regentschap Kebumen van de provincie Midden-Java, Indonesië. Pesalakan telt 888 inwoners (volkstelling 2010).